# Ilse Maria Aschner

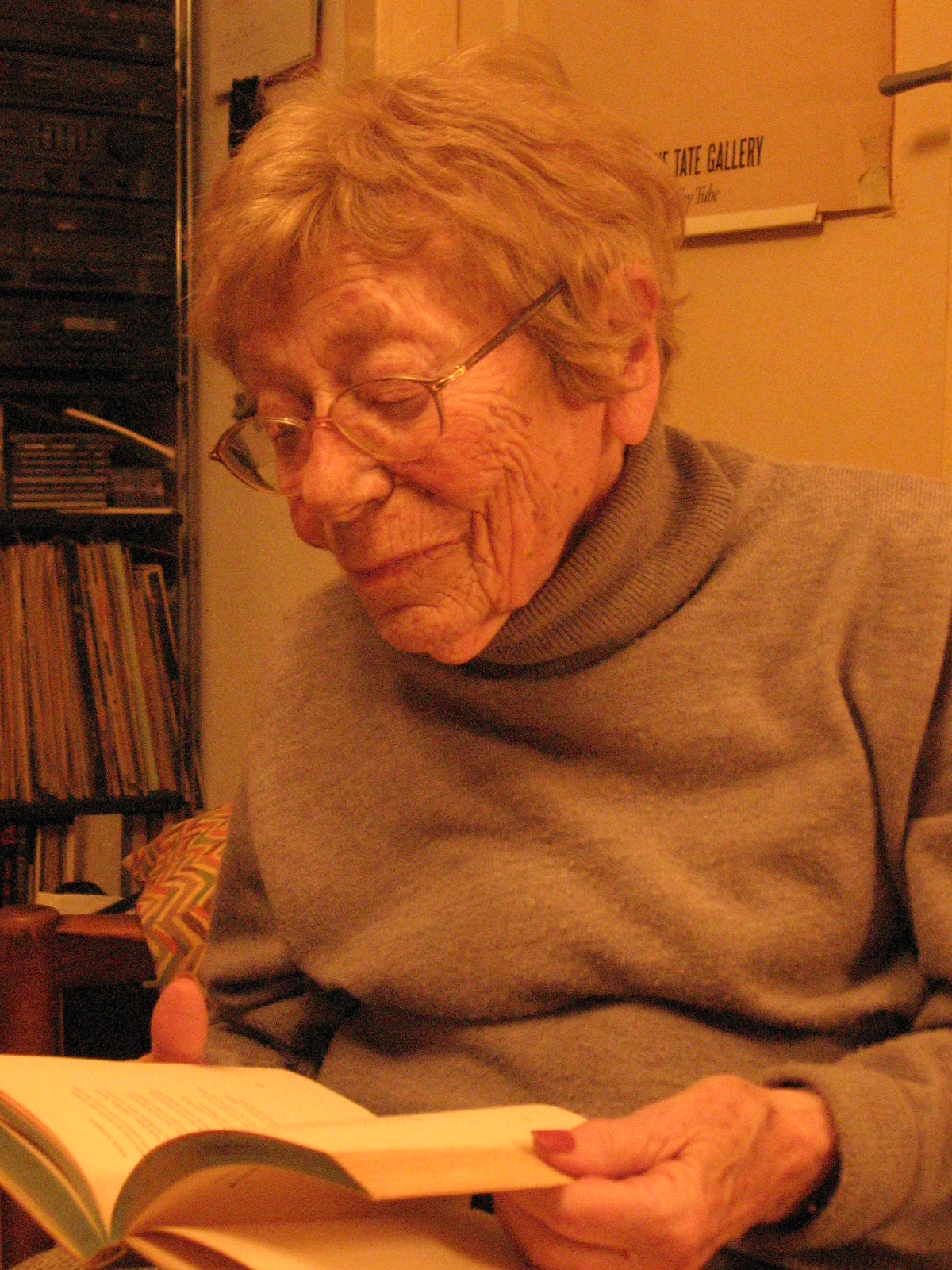
Ilse Maria Aschner (2006)

Ilse Maria Aschner (* 26. September 1918 in Wien, geborene Römer; † 10. Oktober 2012 ebenda) war eine österreichische Journalistin und Zeitzeugin des Holocaust. Sie war Mitglied der Grazer Autorinnen Autorenversammlung (GAV).

## Leben und Werk
Ilse Maria Aschner wuchs als Tochter einer assimilierten jüdischen Bürgerfamilie im Roten Wien der 1920er und 1930er Jahre auf. Ihre Eltern Gustav und Paula Römer waren beide aktive und engagierte Sozialdemokraten, die auch im Widerstand gegen den austrofaschistischen Ständestaat unter Engelbert Dollfuß tätig waren.
Sie und ihr Bruder Wolfgang Römer (1913–2000) waren evangelisch getauft. Beide wussten bis zum Anschluss Österreichs 1938 nicht um ihre jüdische Herkunft. Als einzige aus ihrer Familie gelang es ihr, nach fast einem Jahr andauernden Verzögerungen der Ausreisegenehmigungen, legal als benötigte Arbeitskraft nach Großbritannien zu emigrieren. Ihr Bruder schaffte es etwas später ebenfalls noch nach England zu flüchten. Dort lernte Ilse ihren späteren Mann, den Journalisten, Lektor und Übersetzer Peter Aschner (1918–1984), kennen. 1946 kehrte sie nach Wien zurück. Hier erfuhr sie erst nach und nach, dass ihre Eltern sowie die gesamte Verwandtschaft von den Nationalsozialisten ermordet worden waren.
Nach beruflich bedingten Aufenthalten in Salzburg, Linz und auch Prag kehrte sie 1962 endgültig nach Wien zurück.
Sie begann ihre journalistische Karriere als Autorin bei der kommunistischen Frauenzeitschrift „Stimme der Frau“. 1969 trat sie jedoch wie viele andere Intellektuelle aus Protest gegen die Niederschlagung des Prager Frühlings aus der Kommunistischen Partei Österreichs (KPÖ) aus und begann, beim „NEUEN FORVM“ mit Günther Nenning zu arbeiten. Danach wirkte sie als Sekretärin bei der Grazer Autorinnenversammlung und arbeitete dort eng mit Ernst Jandl und Josef Haslinger, dessen Buch „Politik der Gefühle“ auch in einem Kapitel ihr Leben behandelt, zusammen. Seit Beginn der 1990er Jahre wirkte sie im Ersten Wiener Lesetheater und zweiten Wiener Stegreiftheater entscheidend mit (gemeinsam mit Rolf Schwendter und Eva Fillipp im „Vorstand“, dem sogenannten „Dreiergremium“). Anfang 2006 legte sie ihre Funktionen bei diesem zurück und trat danach nur noch gelegentlich als Mitlesende auf.
Ab den 1980er Jahren hielt sie als Zeitzeugin an Wiener Schulen Vorträge, um das Wissen über den Holocaust, dem fast ihre gesamte Familie zum Opfer gefallen war, weiterzugeben und nicht in Vergessenheit geraten zu lassen.
Ilse Maria Aschner starb 2012 im Alter von 94 Jahren und wurde auf dem Wiener Südwestfriedhof beigesetzt.